# Negro Primero
Negro Primero est l'une des neuf paroisses civiles de la municipalité de Valencia dans l'État de Carabobo au Venezuela. Elle est la seule des neuf paroisses civiles de la municipalité à ne pas faire partie de son chef-lieu et capitale de l'État Valencia. Sa capitale est Los Naranjos.

## Géographie

### Démographie
La paroisse civile, outre sa capitale Los Naranjos, comporte les localités suivantes :
- Cajobal
- El Cumbito
- Lagunita
- La Mapora
- La Palma
- Los Naranjos